# Observatório Radcliffe

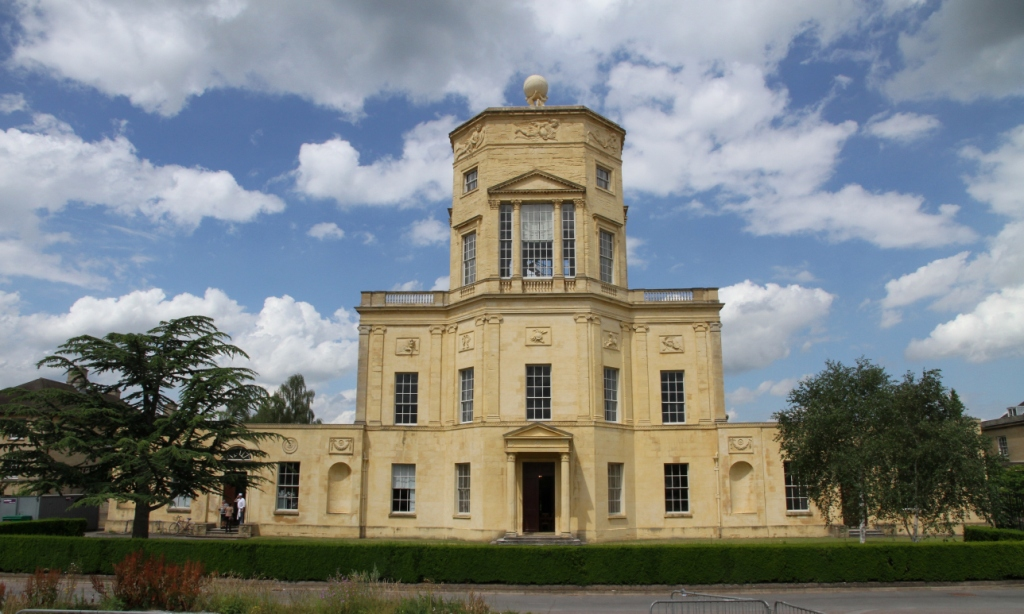
Edifício do observatório localizado no centro da cidade de Oxford.

Observatório Radcliffe foi o observatório astronômico da Universidade de Oxford de 1773 até 1934, quando  a administração Radcliffe vendeu e construiu um novo observatório em Pretória, África do Sul.

## História

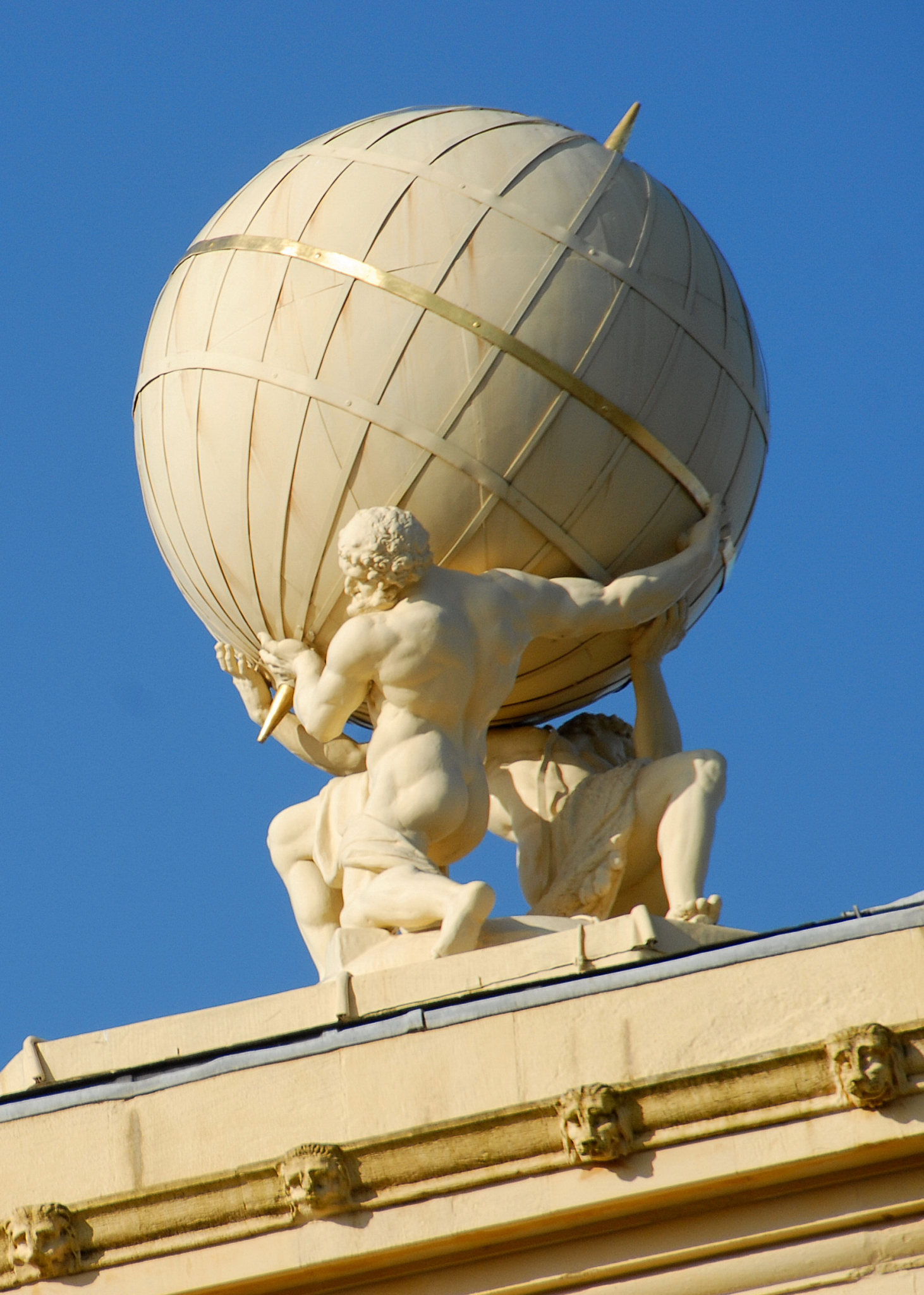
Estátua de Atlas no topo do observatório.

O observatório foi fundado e foi batizado com o nome do patrono John Radcliffe. Foi construído sobre a sugestão do astrônomo Thomas Hornsby, que estava ocupando a Cátedra Saviliana de Astronomia, na sequência da sua observação do notável trânsito de Vênus através do disco solar em 1769 a partir de um quarto próximo do Hospital John Radcliffe.
O edifício do observatório começou a ser projetado por Henry Keene em 1772, e foi concluído em 1794 com os projetos de James Wyatt, com base na Torre dos Ventos de Atenas. Encima da coberto de sua torre existe uma estátua de Atlas segurando o globo terrestre construída por John Bacon.
Até 1839, o Cátedra Saviliana de Astronomia foi responsável pelo observatório, nesta data a nomeação de George Henry Sacheverell Johnson, um astrônomo sem experiência de observação causou a criação do novo papel do Observatório Radcliffe.
Devido às condições de visão, tempo, desenvolvimento urbano e poluição luminosa em Oxford, o observatório foi transferido para a África do Sul em 1939. Eventualmente, esse local, em Pretória, também tornou-se insustentável e sua instalação foi combinada com as outras para o Observatório Astronômico Sul-Africano (SAAO) na década de 1970.
O edifício é agora utilizado pela Green Templeton College do Woodstock Road e é uma peça central da faculdade. Os instrumentos originais estão agora no Museu de História da Ciência, Oxford, com exceção do telescópio refrator duplo de 18/24 polegadas, que foi transferido para o Observatório da Universidade de Londres.